# Balla-völgyi-víznyelő
A Balla-völgyi-víznyelő Magyarország megkülönböztetetten védett barlangjai között van. A Bükki Nemzeti Parkban lévő Bükk-vidéken, Répáshuta külterületén helyezkedik el.

## Leírás
Répáshután, a település belterületétől délre, a Balla-völgyben, a Csúnya-völgy betorkollásától északra, körülbelül 70 méterre, a völgy talpszintjén, a völgy jobb oldalán, a makadámút nyugati padkájában, az úttól két méterre, sziklakibúvásban, 400 méter tengerszint feletti magasságban, erdőben és nyílt terepen van a bontott jellegű, hasadék alakú, 45 fokban beépített vaslemezajtóval lezárt, függőleges tengelyirányú, 60 centiméter széles és 80 centiméter hosszú bejárata. A bejárat az út nyiladékában van és nagy kőtömbökkel van körbekerítve, hogy a járművek nagy hóban se menjenek rá. Az ajtó kialakítása lehetővé teszi a talaj és avar barlangba kerülését. A megfelelő állapotú ajtó szendvicsszerkezetű, dupla lemezes, betontöltésű és az alsó szélén zsanéros.
Középső triász, felső triász, sötétszürke, kalciteres, enyhén kristályos szövetű mészkőben, tektonikus előkészítés után, a befolyó víz hatására jött létre. Időszakosan aktív víznyelőbarlang. A barlang búvópatak nyelőjeként funkcionál. A barlang a bejárattól északi irányba, a patakmeder alá halad. A bejárat után jellegzetes hasadékszelvényben folytatódik. A bejárat utáni részt, néhány méterig gyér moha borítja. A jellemző szelvénytípusa a hasadék szelvénytípus. Az észak–dél irányú, markáns, függőleges főhasadékba három jól elkülöníthető kürtő csatlakozik, de az egész hasadék beszűkülve, magasan a felszín felé tör. A barlang egy nagy, lépcsőzetes aljzatú hasadékakna. Gömbüstök és mennyezeti csatornák figyelhetők meg benne. A bejárat alatt, a bejárattól hét méterre, a nyugati falon, körülbelül 30 centiméteres felületen borsókőszerű cseppkőbekérgezés képződött. A barlang tulajdonképpen cseppkőmentes.
Az aljzatot végig híg agyag és iszap borítja. A végpont előtti, körülbelül 10–12 méter magas kürtőn keresztül valószínűleg közvetlenül érkezik agyag és iszap a Balla-völgyi-patakból. A kürtő falát teljesen lemosta a víz és a falról le van mosva az agyag. A patak irányából befolyó patakvíz lehet ennek az oka, amely azonban általában csak az alsó szinten okoz vízborítást, mert elnyelődik. Nagy víznél azonban kifolyik a barlangból a víz. Valószínűleg a közeli források vezetik a felszínre a vizét. Valószínűleg egy időszakos, 10 méter maximális esésmagasságú vízesés szokott kialakulni a végponti kürtőben. A vízesést még nem látták, de a megfigyelések alapján feltételezik a létezését. A végponton, változó magasságban változó felületnagyságú, időszakos állóvíz keletkezik. 398 méter a karsztvízszint maximális tengerszint feletti magassága. Az ingadozás 18 méteres a barlangban. Előfordulnak benne denevérek. A vízszintes kiterjedése 18 méter. A bejárásához 30 méter kötél és kötéltechnikai eszközök alkalmazása kell.
1984-ben volt először Balla-völgyi-víznyelőnek nevezve a barlang az irodalmában. Előfordul a barlang az irodalmában balla-völgyi Békás-barlang (Kordos 1984), Balla-völgyi-viznyelő (Bertalan 1976), Balla völgyi viznyelő (Szentes 1965), Balla-völgyi-víznyelőbarlang (Ferenczy 2007), Balla-völgy tengelyében nyiló viznyelő (Bertalan 1976), Balla-völgy tengelyében nyíló víznyelő (Ferenczy 2007), Békás-barlang (Kardos 1982), Békás-nyelő (Szilvássy 1967), Békás nyelő (Szilvássy 1967), Békás-viznyelő (MKBT Beszámoló 1980), Békás viznyelő (Garas, Szloboda, Kiss, Dervadelin 1977), Békás-viznyelő-barlang (Kiss, Horváth 1979), Békás-viznyelő barlang (Garas, Szloboda 1977), Békás viznyelő barlang (Garas, Szloboda, Kiss, Dervadelin 1977), Békás-víznyelőbarlang (Ferenczy 2007), Békás-zsomboly (Kovács 1998), Csúnya-völgyi-feltárás (Kovács 2002), Csúnya-völgyi feltárás (Ferenczy 2007), Csúnya-völgyi tektonikus hasadék (Ferenczy 2007), Répás-nyelő (Ferenczy 2007) és Répás-viznyelőbarlang (Garas, Szloboda 1977) neveken is. A békás neveket a barlangba időnként besodort sok béka miatt kapta. A Savanyú-terem az egyik feltárónak, Hujber Ferencnek a becenevéről, a Savanyúról lett elnevezve. A Dániel-tunnelt Dániel Monfort francia barlangkutató nevéről nevezték el.

## Kutatástörténet
Valószínűleg az út építésekor, az 1900-as évek elején nyílt meg a barlang. A répáshutai szájhagyomány szerint az útkaparó a barlangbejáratba tette ennivalóját és innivalóját, mert hűvös volt ott. 1964-ben kezdte el a barlangot bontani a Vámőrségi Barlangkutató Csoport. Ekkor a barlang 3 m mély volt. 1965-ben a Pénzügyőr SE Természetbarát Szakosztály Barlangkutató Csoportja nehéz körülmények között folytatta az üregrendszer bontását. A továbbjutás lehetőségét egy hatalmas, több mázsás kő zárta le, amelyet csak morzsoló robbantással lehet eltávolítani. Nagyon jól lehetett érezni a kövek között alulról feltörő huzatot.
Az 1965. évi Karszt- és Barlangkutatási Tájékoztató szerint a Balla-völgy tengelyében, a Csúnya-völgy és a Balla-völgy találkozásánál nyílik a víznyelőbarlang, amely egy 10 m mély, keskeny hasadék. Valószínűleg a Pénz-pataki-víznyelőbarlang vízrendszeréhez tartozik és keletkezése a rendszer többi barlangjához hasonlóan történt, de már nem vezeti a vizet az elgátolódása miatt, ezért a patak változatlanul tovább folyik. A kiadványban publikálva lett a barlang alaprajz térképvázlata és keresztmetszet térképe. A folyóiratba bekerült egy olyan helyszínrajz, amelyen látszik a barlang földrajzi elhelyezkedése.
1966-ban a Pénzügyőr SE Természetbarát és Barlangkutató Szakosztály a barlangot kb. 15 m mélységig tárta fel, és kb. 10 m³ követ, agyagot hordott felszínre a barlangból. Függőlegesen, szálkőzetben haladtak lefelé. Az addigi jelek biztatóak voltak, és ezért tervezték, hogy a munkát 1967-ben folytatják. Az 1972. évi Karszt- és Barlangkutatási Tájékoztatóban az van írva, hogy a Balla-völgyi-víznyelő egy 10 m mély tektonikus hasadék. A Szilvássy Andor Barlangkutató Csoport 1973. évi jelentése szerint hat éven át végzett a csoport (Vámőrségi Barlangkutató Csoport néven) feltáró, bontó munkát a Balla-völgy bejáratánál lévő inaktív víznyelőben. 19 m mélyre jutottak, de a víznyelő az esőzések miatt víz alá került. A környék geológiai viszonyai hatalmas barlangrendszert valószínűsítenek, amelynek becsült hossza 16 km és egyik kiindulási pontja a Pénz-pataki-víznyelőbarlang.
Az 1976. évi csoportjelentésben az olvasható, hogy a Balla-völgy és a Csúnya-völgy találkozásánál lévő hídtól kb. 25 m-re található, 24 m hosszú, 17 m mély, inaktív víznyelőbarlang, amely egy majdnem függőleges kürtőből áll és a csoport fő kutatási területe. A barlang valószínűleg a Pénz-pataki-víznyelőbarlanghoz tartozó feltáratlan barlangrendszer egyik rányelője. A csoport véleménye szerint itt húzódik Magyarország egyik legnagyobb feltáratlan barlangrendszere, ezért a kutatása minden időt és pénzbeli ráfordítást megér. Úgy számolták, hogy még kb. 15–20 m-t kell átbontani, ami kb. 60–80 m³ anyagot jelent. A kitöltés anyaga változatos, agyag, köves agyag és sóder váltakozva. A kitermelést nehezíti, hogy nem lehet deponálni az anyagot a barlangban, hanem a kitermelt anyagot a felszínen kell elhelyezni. A kiszállítást nagyon nehezíti a bejárat alatti, szűk rész. A munkát lassítja, hogy a kiszállítás alatt biztonsági okokból a barlangban nem lehet tartózkodni. Egyébként a munkahely 1,2–1,5 m széles, végig szálkőben van és ideális. Tervezték, hogy lezárják a bejáratot és kibontják a víznyelő eredeti bejáratát.
Az 1976-ban befejezett, Bertalan Károly által írt kéziratban az van írva, hogy a Bükk hegységben, Répáshután található a Balla-völgyi-viznyelő, másik nevén Balla-völgy tengelyében nyiló viznyelő. A Balla-völgy és a Csúnya-völgy találkozásánál, a Balla-völgy jobb oldali padkáján van a bejárata. A bejárat függőleges és hasadékszerű. Az inaktív víznyelőbarlang kb. 12 m hosszú és 11 m mély. A kézirat barlangra vonatkozó része egy publikáció alapján íródott.
1977-ben a csoport az éves nagy táborozásakor vette észre, hogy a nagy esők, vagy a megemelkedett karsztvízszint miatt majdnem teljesen elöntötte a barlangot a víz. Megpróbálták kiszivattyúzni a vizet, de sikertelenül. A víz hirtelen eltűnt augusztus végére, de sem a víz befolyási, sem eltűnési helyét nem tudták megállapítani. Tervezték, hogy 6–20 fővel, 8–10 leszállással egy hónap táborozással folytatják a barlang kutatását. Az 1977-ben kiadott, Bükk útikalauz című könyvben az olvasható, hogy a Balla-völgy alján van a víznyelőbarlang keskeny bejárata. Folyamatban van feltárása és eddig 20 m mélyre sikerült lejutni benne. Az 1979-ben napvilágot látott, Barlangok a Bükkben című kiadványban az jelent meg, hogy a Balla-völgy és a Csúnya-völgy találkozásánál több kisebb-nagyobb üreg van. 1979-ben a csoport nem tudott eredményes munkát végezni benne a barlangban lévő víz miatt. Csak megfigyeléseket végeztek, de azt 1977 óta. Megállapították, hogy a barlangban februárban és augusztus második felében kevés, 2–3 m³ víz van. A barlang legmélyebb pontja 19 m mélyen van, a barlang 21 m hosszú, amelyből 8 m a vízszintes járat, és ennek végén van a továbbjutási lehetőség.
1981-ben a Pannónia Barlangkutató Csoport megkétszerezte a barlang hosszát. Egy nagyon szűk járaton lehetett az új részt megközelíteni, amely csak száraz időben volt járható az esetleges vízbetörések miatt. Ebben az évben fedezték fel a Savanyú-termet, a Vakond-termet, a Dániel-tunnelt és az Öröm-kürtőt. A feltárt hossz 25 m volt. A csoport hat tagja (Dániel Monfort, Kardos László, Kiss Sándor, Kertész László, Hopoczky László, Sági Péter) felmérte a barlangot, majd a felmérés felhasználásával meg lett rajzolva a barlang alaprajz térképvázlata és hosszmetszet térképvázlata. 1981. október 15-én Kardos László szerkesztette meg a barlang alaprajz térképét és hosszmetszet térképét. Az 1981. évi csoportjelentés szerint a barlang régi hossza 25 m, mélysége pedig 13 m.
Az üregrendszert 1950 után találta meg és kezdte el kutatni a Vámőrségi Barlangkutató Csoport, majd a Ganz-Mávag, az OSC és az USE barlangkutatói kutatták a barlangot. A barlangban észlelt vízszintingadozást a Pénz-pataki-víznyelőbarlang vízszintingadozásával magyarázták. Megint lefedték a bejáratot, mert az mindig eltűnt és az úton haladó emberek, állatok könnyen beleeshettek volna. A jelentéshez mellékelve lett egy szürkeárnyalatos fénykép, amely a barlangbejáratot ábrázolja, és egy színes fénykép, amelyen az új részt felfedező csapat látszik. Az 1981. évi MKBT Beszámolóban megjelent a barlang 1981. évi kutatásáról szóló részletes beszámoló és a barlang 1981-ben szerkesztett két térképvázlata.
Az 1982. évi MKBT Műsorfüzetben publikálva lettek a barlang 1981-ben készült térképvázlatai és az 1981. évi feltárásról szóló kis közlemény. Az 1984-ben megjelent, Magyarország barlangjai című könyv országos barlanglistájában szerepel a Bükk hegységben lévő barlang balla-völgyi Békás-barlang néven Balla-völgyi-víznyelő névváltozattal. A listához kapcsolódóan látható az Aggteleki-karszt és a Bükk hegység barlangjainak földrajzi elhelyezkedését bemutató 1:500 000-es méretarányú térképen a barlang földrajzi elhelyezkedése. Az 1990-es években, ismeretlenek dögkútnak használták a barlangot, benne hulladék és állatmaradványok halmozódtak fel. 1996-ban 22 nejlonzsákba csomagolt állattetemet és állatmaradványt találtak benne. 1998-ban a Bükki Nemzeti Park Igazgatóságának megbízásából le lett zárva a barlangbejárat vaslemez ajtóval, hogy megakadályozzák állattetemek bedobálását, valamint életvédelmi okok miatt.
1999-ben, a Szilvássy Andor Barlangkutató Csoport négy tagja (Georg László, Hopoczky László, Kiss Pál, Papp Ágnes) mérte fel a barlangot. 1999. december 11-én, a felmérés felhasználásával meg lett rajzolva a barlang hosszmetszet térképe és 7 keresztmetszet térképe, alaprajz térképe és 8 keresztmetszet térképe, alaprajz térképvázlata és hosszmetszet térképvázlata. A Marcel Loubens Barlangkutató Egyesület 2002. évi évkönyvében az olvasható, hogy 386 m tengerszint feletti magasságban van a barlang szabálytalan alakú, 0,5 m széles és 1 m hosszú bejárata. A takarítás és a lezárás óta újraindult kutatása és valószínűleg budapesti kutatók dolgoznak benne. A barlang mélypontjának kutatásához villanyvezetéket, levegőztetőcsövet és sínpályát építettek ki. A kutatás jelenleg is tart. 15 m a barlang vízszintes kiterjedése É–D irányban, 35 m hosszú és 20 m mély az 1981. évi felmérés alapján.
Ferenczy Gergely 2006–2007-ben készítette el a Balla-völgyi-víznyelő fénykép-dokumentációját. Az 1999-ben készült hosszmetszet térképvázlaton be lettek jelölve a fényképek készítésének helyei és a fényképezés iránya. A Bükki Nemzeti Park Igazgatóság működési területén, a Bükk hegységben elhelyezkedő, 5381/29 kataszteri számú Balla-völgyi-víznyelő, 2006. február 28-tól, a környezetvédelmi és vízügyi miniszter 8/2006. KvVM utasítása szerint, megkülönböztetett védelmet igénylő barlang. 2006. június 4-től a barlang alatt 15 m-re, az útpadkában és az úton a barlangi vízszinttel azonos szintről forrás eredt, amely augusztus első feléig folyamatosan folyt 20-tól néhány 100 l/p vízhozammal. A forrás megfigyelt elapadási időpontja egybeesett a barlangi vízszint aljzat felé történt visszahúzódásával. November elejéig kb. 10 m magas vízállással stagnált a barlangi víz. A barlang alatt 15–20 m-re volt az első forrás, majd lejjebb még több. Több 100 l/p vízhozama volt a legnagyobb vízhozamú feltörésnek. A források eredési szintje megegyezett a barlangban lévő vízszinttel, amely a legmagasabb vízállásnál 1,5 m-re volt az ajtó alsó kerete alatt.
A barlang 2007-ben írt állapotfelvételi kéziratában az van írva, hogy a Balla-völgyi-víznyelő egy aktív víznyelőbarlang, amely 35 m hosszú, 20 m függőleges kiterjedésű, 20 m mély és 15 m vízszintes kiterjedésű. Nagy hasadékaknája tekinthető kanyonnak is, párhuzamos oldalfalai és 10 m körüli magassága miatt. Az időszakos víznyelőbarlangban nem figyelhető meg forrás, csak a bejárat alatt 15 m-re az első vízfeltörés a barlangi vízszinttel azonos magasságban. Az elektromos áram ideiglenesen, a kutatás könnyítésére lett bevezetve, amelyet a tevékenység szüneteltetésének idejére kiszerelnek. Be lett építve egy vízszintészlelő műszer a barlangba, amely Lénárt László szervezésében kerül leolvasásra. A hat méter hosszú, függesztett, megfelelő állapotú létra ideiglenesen lett beépítve, hogy könnyítse a kutatást. A létra megtámasztásai hiányosak. Egy 110 mm átmérőjű csatorna van a barlangban, amely a szellőzést könnyíti meg. Nyáron nem megy végbe természetes úton a légcsere és gyorsan elfogy a levegő munkavégzéskor. A barlangban lévő szállítópálya I-tartós, függesztett, kb. 30 m hosszú pálya. Elektromos csörlő mozgatja és dupla kerekes függesztőkocsi szállítja a megrakott vödröket a végponttól a bejáratig.
2009-ben emléktáblát helyeztek el a barlangbejáratnál Szilvássy Andor és Szilvássy Gyula emlékére. 2010. április 4-én, a Bükki Nemzeti Park Igazgatóság megbízásából és anyagi támogatásával, Nagy Péter, Csizmarik Zoltán, Chikán Gábor, Sisák Bernát, Csizmadia Tünde és Szabó R. Zoltán mérték fel a barlangot. 2010 áprilisában és 2010 májusában, Szabó R. Zoltán a felmérés felhasználásával megszerkesztette és megrajzolta a barlang alaprajz térképét, 5 keresztszelvény térképét és vetített hosszmetszet térképét. A térképek 1:100 méretarányban mutatják be a barlangot. A barlang a felmérés szerint 73,97 m hosszú, függőleges kiterjedése 21,79 m, mélysége 21,79 m, vízszintes kiterjedése pedig 18 m. A 2010-es felmérési dokumentációban az olvasható, hogy a barlangbejárat 400 m tengerszint feletti magasságban van és a 18 m vízszintes kiterjedésű barlangba esett békákat minden tábor előtt külön fuvar hozza a felszínre. A Bükki Nemzeti Park Igazgatóság működési területén lévő, 5381-29 kataszteri számú Balla-völgyi-víznyelő, 2012. február 25-től, a vidékfejlesztési miniszter 4/2012. (II. 24.) VM utasítása szerint, megkülönböztetetten védett barlang.